# 西求女塚古墳
西求女塚古墳（にしもとめづかこふん）は、兵庫県神戸市灘区都通にある古墳。形状は前方後方墳。国の史跡に指定され、出土品は国の重要文化財に指定されている。

## 概要

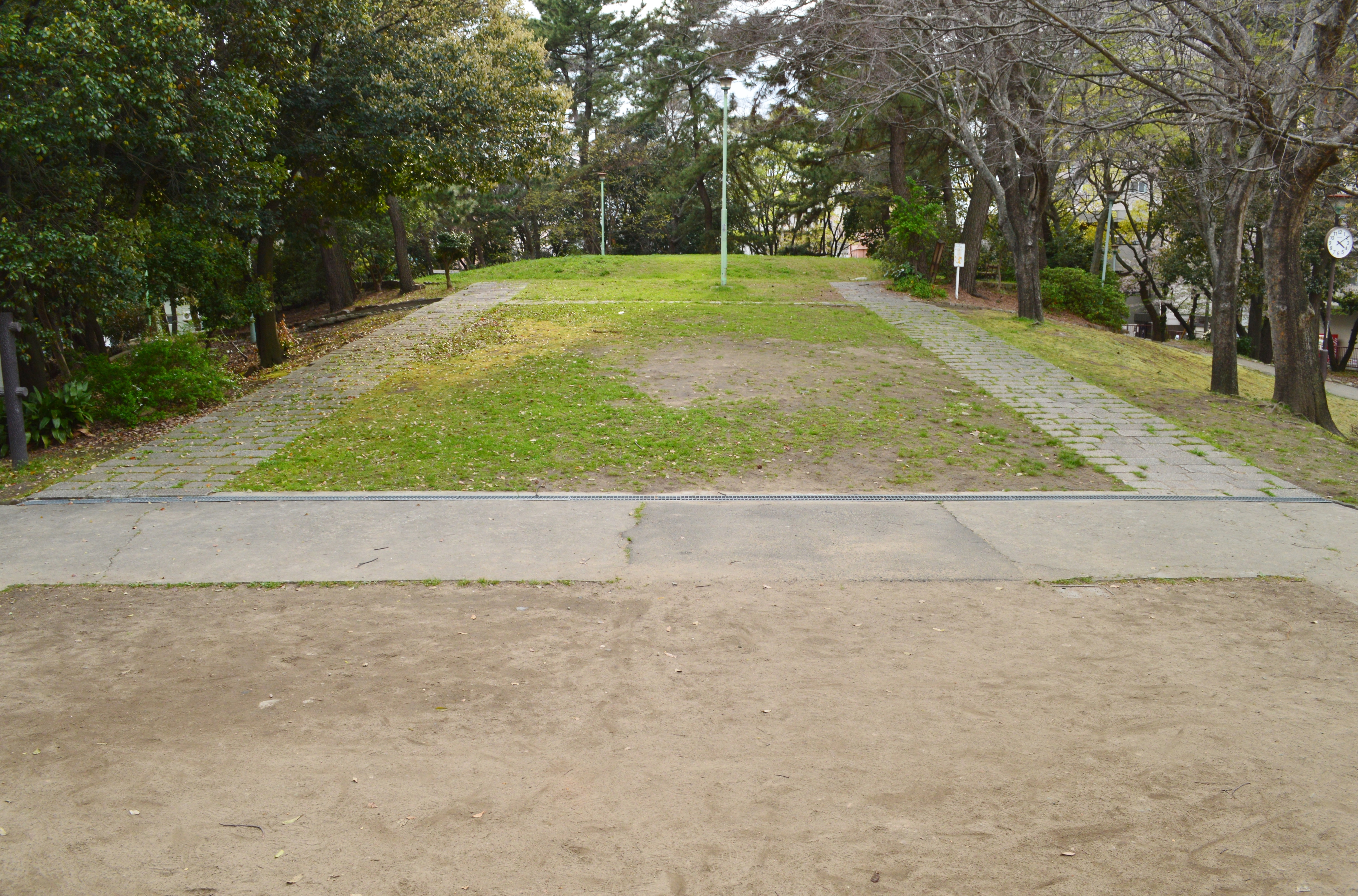
後方部（前方部から望む）

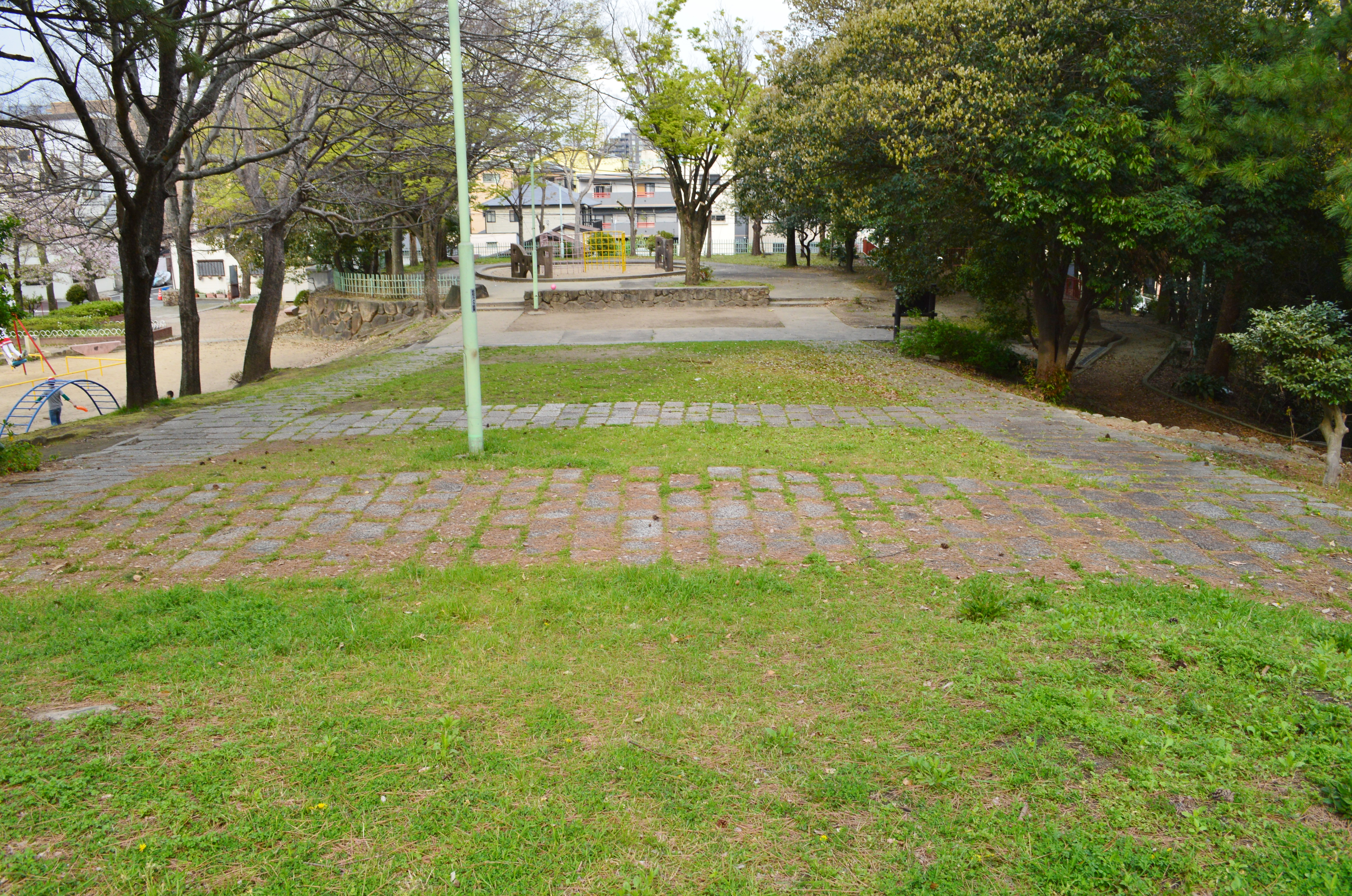
前方部（後方部から望む）

従来は前方後円墳と考えられてきたが、1985年（昭和60年）以降継続的におこなわれている発掘調査の結果、古墳時代前期では最大級の前方後方墳であったことがわかり、墳丘に葺石をともなっていることが判明した。
後方部の頂上に設けられた埋葬施設は、1596年（慶長元年）の慶長伏見地震の際の断層が直下を走ったため崩壊していたが、うちのりで長さ約5メートル、幅約85センチメートルの竪穴式石室（副室付竪穴式石槨）であることが判明し、割竹形木棺を納めていることが明らかとなった（第5次調査）。出土品等から築造年代は3世紀後半と推定されている。
石室の石材は、地元のものだけでなく、阿波（徳島県）や紀伊（和歌山県）などからも運ばれており、地元の土器は出土しておらず、祭祀に用いられた土師器には山陰系の特徴をもつものが出土していることから、山陰や四国・南近畿などの諸地域と深い交流をもっていたことが推察され、瀬戸内海や大阪湾など水上交通に影響をもつ首長の墳墓であったとも考えられる。
1992年（平成4年）から1993年（平成5年）にかけての第5次調査では、邪馬台国の卑弥呼が魏の皇帝から贈られた鏡ともいわれる三角縁神獣鏡7面など計11面の銅鏡（第1次調査の1面とあわせて合計12面）が出土したことで注目を浴びた。主室からは、これら銅鏡と碧玉製紡錘車状石製品を、副室からは、剣、刀、鏃、斧、漁具などの鉄製品が納められていた。
三角縁神獣鏡のうち2面は布にくるまれた状態で出土した。また、京都府の椿井大塚山古墳、福岡県の石塚山古墳、奈良県の佐味田宝塚古墳、広島県の中小田1号墳などの出土鏡とは同笵の関係にある。
墳丘については、2001年（平成13年）の第12次調査によって前方部が撥（ばち）形にひらくこと、くびれ部の片側に張出部をもつこと、全長が98メートル以上におよぶことなど新しい知見が得られた。
一般に前方後方墳は、ヤマト王権の直接の支配下に入らず、周辺部で独自の勢力を有していた有力な豪族の古墳に多いとされ、本古墳の被葬者もそうした一人であった可能性が高い。

### 主な出土品
- 三角縁神獣鏡 7面
- 画文帯神獣鏡 2面
- 神人龍虎画像鏡 1面
- 半肉彫獣帯鏡 2面
- 鉄製品 230点
- 碧玉紡錘車形石製品 1点
- 土師器 14点
- 織物残欠 2点
- 土師器残欠 179点
- 石室石材 54点

以上は2005年（平成17年）に一括して国の重要文化財に指定されている。なお、伝出土品として画文帯環状乳神獣鏡1面が知られる。

### 造営時期
考古学の白石太一郎は、三角縁神獣鏡より一段階古い画文帯神獣鏡が出土し、また、第Ⅰ段階から第Ⅴ段階までに編年分類される三角縁神獣鏡のうち、この古墳では第Ⅰ段階のものと第Ⅱ段階もののみが出土し、第Ⅲ段階以降が出土していないので、西暦250年すぎ（3世紀中葉）には造営されていた可能性が高いとしている。

### 周辺環境と古墳の現況
周囲は、処女塚・東求女塚とともに万葉集や大和物語などに登場する悲恋伝説「菟原処女の伝説」の舞台としても知られている。処女塚古墳（全長70メートルの前方後方墳）をはさんだ東側には東求女塚古墳（全長80メートルの前方後円墳）があり、3つの古墳は海岸線に沿って一直線に、だいたい等間隔の距離でならんでいる。
1964年（昭和39年）までは邸宅として活用された私有地だった土地が、神戸市に買い上げられて公園となり、現在は遺跡公園「求女塚西公園」として整備されている。
2005年（平成17年）、出現期古墳の様相を示す重要な古墳の1つとして国の史跡に指定された。2009年（平成21年）1月、求女塚西公園で遊んでいた近隣の小学校1年生の男子児童が銅鏡の破片を拾い、これを大事に保存していた。2013年（平成25年）、この児童が小学校6年生になり、社会科の授業で古墳時代のことを学習した際、自分の持っている破片が銅鏡の一部ではないか、と疑問を抱き、児童が通っている小学校の校長を通して神戸市教育委員会の文化財関連の担当者に相談したところ、重要文化財に指定されている古墳時代前期の「西求女塚古墳1号鏡」の破片であることが分かった。この破片は神戸市に寄贈され、2013年（平成25年）10月16日から11月24日まで、神戸市埋蔵文化財センターで開かれる企画展「神戸の埴輪大集合」で公開される。

## 文化財

### 重要文化財（国指定）
- 兵庫県西求女塚古墳出土品 一括（考古資料） - 内訳は以下。2005年（平成17年）6月9日指定[3]。
  - 銅鏡 12面
  - 鉄製品 230点
  - 碧玉製紡錘車形石製品 1点
  - 土師器 14点
  - 附 織物残欠 2点
  - 附 土師器残欠 179点
  - 附 竪穴式石室石材 54点

### 国の史跡
- 西求女塚古墳 - 2005年（平成17年）3月2日指定[5]。

## 所在地情報
所在地
〒657-0844 兵庫県神戸市灘区都通3丁目1
交通アクセス
- 阪神本線 西灘駅 徒歩2分
- JR神戸線 灘駅 徒歩12分